# Orn Chanpolin
Orn Chanpolin (Khmer: អ៊ន ចាន់ប៉ូលីន;) (sinh ngày 15 tháng 3 năm 1998) là một cầu thủ bóng đá người Campuchia thi đấu ở vị trí tiền vệ cho Phnom Penh Crown và Đội tuyển bóng đá quốc gia Campuchia.

## Sự nghiệp
Polin gia nhập câu lạc bộ năm 2011 cũng với đồng đội In Sodavid. Anh thi đấu thường xuyên trong chuỗi thành công của học viện ở giải vô địch và giải cúp. Anh từng đại diện quốc gia ở các cấp độ U-14 và U-16. Anh ra mắt ở MCL  tại bán kết play-off trước Cambodian Tiger vào ngày 28 tháng 10 năm 2015 lúc 17 tuổi 7 tháng và 13 ngày.

## Bàn thắng quốc tế
| #  | Ngày                 | Địa điểm                                                   | Đối thủ     | Bàn thắng | Kết quả | Giải đấu     |
| -- | -------------------- | ---------------------------------------------------------- | ----------- | --------- | ------- | ------------ |
| 1. | 20 tháng 12 năm 2022 | Sân vận động Quốc gia Morodok Techo, Phnôm Pênh, Campuchia | Philippines | 2–0       | 3–2     | AFF Cup 2022 |